# Alexander Nübel
Alexander Nübel (Paderborn, 30 de setembro de 1996) é um futebolista alemão que atua como goleiro. Atualmente joga no Stuttgart, emprestado pelo Bayern de Munique.

## Carreira

### Paderborn
Nübel começou no TSV Tudorf, um clube do distrito de Salzkotten, jogando futebol e se mudou em 2005 para as categorias de base do Paderborn, onde ainda atuava como jogador de campo até o Sub-14. Lá ele iniciou a temporada 2014–15 na equipe principal, mas permaneceu sem ser utilizado.

### Schalke 04
Ele então transferiu-se para o Schalke 04, onde veio para o time B que disputava a Regionalliga West. Na 34ª rodada da temporada 2015–16, Nübel estreou na vitória fora de casa por 4 a 1 contra o Hoffenheim, pela Bundesliga, quando entrou aos 90 minutos no lugar do titular Ralf Fährmann. Já no dia 25 de setembro de 2017, ele renovou seu contrato até 2020. No último dia da temporada 2017–18, Nübel teve boas atuações e contribuiu para a vitória de 1 a 0 sobre o Eintracht Frankfurt no segundo turno. Sua primeira partida na Bundesliga foi no dia 20 de outubro de 2018, na vitória de 2 a 0 contra o Werder Bremen, quando Ralf Fährmann ficou lesionado por um curto período. Quatro dias depois, ele participou do empate por 0 a 0 contra o Galatasaray, seu primeiro jogo pela Liga dos Campeões da UEFA.
Depois de ter substituído bem Ralf Fährmann nas primeiras rodadas da temporada 2018–19, Nübel manteve-se como titular. Para a temporada 2019–20, foi nomeado pelo treinador David Wagner como o novo capitão da equipe.

### Bayern de Munique
Foi anunciado como novo reforço do Bayern de Munique no dia 4 de janeiro de 2020. No entanto, o arqueiro alemão vai terminar a atual temporada no Schalke 04 e depois vai para o time de Munique a custo zero.

## Seleção Nacional
Após ter sido convocado pelo téncico Stefan Kuntz, Nübel estreou pela Seleção Alemã Sub-21 no dia 1 de setembro de 2017, na derrota por 2 a 1 contra a Hungria.

## Títulos
Bayern de Munique
- Supercopa da UEFA: 2020
- Supercopa da Alemanha: 2020
- Copa do Mundo de Clubes da FIFA: 2020[4]
- Bundesliga: 2020–21

VfB Stuttgart
- Copa da Alemanha: 2024–25[5]

### Prêmios individuais
- Equipe do torneio do Campeonato Europeu Sub-21 de 2019[6]